# Teurthéville-Hague
Teurthéville-Hague – miejscowość i gmina we Francji, w regionie Normandia, w departamencie Manche.
Według danych na rok 1990 gminę zamieszkiwało 731 osób, a gęstość zaludnienia wynosiła 57 osób/km² (wśród 1815 gmin Dolnej Normandii Teurthéville-Hague plasuje się na 308. miejscu pod względem liczby ludności, natomiast pod względem powierzchni na miejscu 334.).